# کایلی مور گیلبرت
کایلی مور-گیلبرت (به انگلیسی: Kylie Moore-Gilbert) یک پژوهشگر و استاد دانشگاه استرالیایی-بریتانیایی در زمینهٔ مطالعات اسلامی است. او به اتهام جاسوسی، مشغول سپری کردن حکم ۱۰ سال زندان در ایران بود که ۵ آذر ۱۳۹۹ در جریان یک مبادله با ۳ ایرانی زندانی در تایلند به اتهام بمبگذاری ناموفق علیه دیپلمات‌های اسرائیلی آزاد شد.
تا پیش از ورود به ایران و دستگیری، او آموزگار مطالعات اسلامی در انستیتوی آسیای دانشگاه ملبورن بود. مور-گیلبرت در پژوهش‌های خود به‌طور گسترده‌ای، دربارهٔ مواردی همچون انقلاب و عمل‌گرایی در خاورمیانه نوشته‌است. تمرکز اصلی او در این مسیر بیشتر بر اسلام شیعه، سیاست بحرین و جنبش‌های اعتراضی آن بوده‌است.
او برادرزاده بارت جیسون مور گیلبرت است.

## بازداشت و زندان در ایران
کایلی مور-گیلبرت در تابستان ۱۳۹۷ به دعوت دانشگاه الزهرا و دانشگاه ادیان و مذاهب قم برای شرکت در هفتمین همایش «شیعه‌شناسی» به ایران سفر کرد. پس از شرکت در این همایش و هنگام بازگشت به کشورش در فرودگاه بین‌المللی امام خمینی تهران از سوی نیروهای امنیتی بازداشت و پس از محاکمه، به ده سال زندان محکوم شد.
اتهامات او به‌طور علنی اعلام نشدند با این حال گمان می‌رود که آن‌ها مربوط به جاسوسی باشند. او در زندان اوین نگهداری می‌شد و بنا بر گزارش‌ها در سلول انفرادی بود. مقامات ایرانی تلاش کردند در برابر آزادی وی، او را به عنوان یک جاسوس استخدام کنند که با مخالفت وی روبرو شد. کایلی مور-گیلبرت در زمان بازداشت، سه بار اقدام به خودکشی کرده بود که توسط خانواده وی تکذیب شد.

## انتقال به زندان قرچک
در مرداد ۱۳۹۹ رضا خندان همسر نسرین ستوده، در فیس‌بوک، خبر داد «کایلی مور-گیلبرت شهروند استرالیایی که در بازداشتگاه امنیتی زندان اوین به سر می‌برد از دو روز پیش به عنوان تنبیه به قرنطینهٔ زندان قرچک منتقل شده‌است. او طی تماسی از زندان گفت که شرایط بسیار بدی دارد». در ادامهٔ پست آمده‌است که طی این تماس از «ناامیدی و افسردگی شدید» خود خبر داده و گفته نمی‌تواند حتی چیزی بخورد. وی بعدها اشاره کرد که در طول دوران زندان، یک نوبت سعی کرده که فرار کند که موفق به این کار نشده و حتی تصمیم به خودکشی نیز گرفته بوده.
نسرین ستوده و رضا خندان از این پژوهشگر زندانی نقل کرده‌اند که «حدود یک ماه پیش با خانواده‌اش تماس گرفته‌است». هر دو همچنین یادآوری کرده‌اند که قرنطینهٔ زندان قرچک مملو از مجرمان متهم به قتل، قاچاق مواد مخدر و موارد دیگر است و در آن «عدهٔ قابل توجهی بیمار کرونایی نیز وجود دارد».

### واکنش دولت استرالیا
روز چهارشنبه ۸ مرداد ۱۳۹۹ دولت استرالیا در بیانیه‌ای اعلام کرد که ایران اطلاع داده که مور-گیلبرت به زندان قرچک منتقل شده و بیم آن می‌رود که وضعیت جسمانی‌اش وخیم‌تر شود. وزارت امور خارجه استرالیا افزود کادر دیپلماتیک این کشور خواستار دسترسی فوری به این زندانی در محل تازه نگهداری او شده‌است. در ادامهٔ این بیانیه آمده مسئولیت سلامتی مور-گیلبرت با ایران است.
در واکنش به این گزارش‌ها، مهدی کشت‌دار، مدیرعامل خبرگزاری میزان وابسته به قوهٔ قضائیه، در یک توییت ادعا کرد: «وضعیت جسمانی مور-گیلبرت خوب است و هیچ‌گونه مشکلی ندارد. فرد محکوم به جاسوسی با دستور قضایی، روز یک‌شنبه با سفیر استرالیا ملاقات می‌کند».

## آزادی
در ۵ آذر ۱۳۹۹ کایلی مور-گیلبرت با مبادلهٔ سه ایرانی زندانی در تایلند، از زندان آزاد شد. او در ۷ آذر ۱۳۹۹ (۲۷ نوامبر ۲۰۲۰) از طریق فرودگاه بین‌المللی کانبرا وارد خاک استرالیا شد. دولت استرالیا از تأیید رسمی مبادله کایلی مور-گیلبرت با سه بمبگذار ایرانی در تایلند خودداری کرد. کایلی مور-گیلبرت پس از رسیدن به استرالیا گفت که احساس دوستی‌اش نسبت به ایران، بیشتر شده‌است.
یک روز پس از آزادی کایلی مور-گیلبرت، مقام‌های تایلندی تأیید کردند که سه زندانی تبعه ایران را که در این کشور در زندان بودند به تهران فرستاده‌اند. رسانه‌های ایران گزارش دادند که او در برابر آزادی «سه تاجر ایرانی» آزاد شده‌است ولی اشاره به هویت این سه «تاجر» نکردند. در فیلمی هم که از تبادل این سه نفر منتشر شد هر سه ماسک زده و کلاه لبه‌دار سیاه بر سر دارند و یکی بر روی ویلچر است.
وی پس از حضور در استرالیا، همچنان اتهام جاسوسی برای هر سازمان جاسوسی را رد کرد و شنیدن خبر تلاش‌هایی که از جانب خانواده و همکارانش برای آزادی از زندان انجام می‌شد را در حفظ سلامت ذهن و تحمل کردن شرایط نامطلوب زندان بسیار مؤثر دانست.

## فعالیت‌ها

### حمایت از زندانیان سیاسی ایرانی
در خرداد ۱۴۰۱ تعدادی از زندانیان سیاسی سابق با انتشار بیانیه‌ای در روز محیط زیست از رفتار جمهوری اسلامی با فعالان بازداشتی محیط زیست انتقاد کردند. این بیانیه را مور گیلبرت به همراه نازنین زاغری، ارس امیری، آتنا دائمی، شکوفه یداللهی، پریسا رفیعی، نگین قدمیان و سپیده فرهان امضا کرد.

## طلاق
در فوریه ۲۰۲۱ خبر درخواست طلاق کایلی مور-گیلبرت از همسر خود منتشر شد. دلیل این طلاق، پی بردن خانم گیلبرت به روابط پنهانی همسر ۳۱ ساله‌اش با استاد راهنمای خانم گیلبرت در مقطع دکتری در دانشگاه ملبورن که یک زن ۴۳ ساله است، عنوان شده‌است. رابطه پنهانی آنها از یک سال پس از حصر خانم گیلبرت در زندان‌های ایران آغاز شده بود. وی در توصیف این اتفاق، خیانت وارده از جانب همسرش را بدتر از مصیبت حبس در ایران دانسته بود.

## شکایت گروهی از ابراهیم رئیسی
در شهریور ۱۴۰۱ حمید بابایی، کایلی مور گیلبرت، و مهدی حاجتی در یک دادخواست ۳ نفره از ابراهیم رئیسی به دلیل نقش او به عنوان رئیس قوه قضائیه در به زندان افتادن و شکنجه آنها به دادگاه ناحیه‌ای ایالات متحده آمریکا برای ناحیه جنوبی نیویورک شکایت کردند. این شکایت بر پایه قانون قربانیان شکنجه تنظیم شد.